# (4869) Piotrovsky
(4869) Piotrovsky est un astéroïde de la ceinture principale.

## Description
(4869) Piotrovsky est un astéroïde de la ceinture principale. Il fut découvert le 26 octobre 1989 à Nauchnyj par Lioudmila Tchernykh. Il présente une orbite caractérisée par un demi-grand axe de 2,23 UA, une excentricité de 0,17 et une inclinaison de 3,5° par rapport à l'écliptique.

## Compléments